# Moulettes
I Moulettes sono un gruppo britannico di rock alternativo, autore di sonorità che partono dal folk per spaziare tra progressive, psichedelica e neo classico, il tutto arricchito da una vocalità armoniosa e di alto livello.

## Storia
Molti dei componenti suonano assieme fin dall'adolescenza, hanno iniziato a esibirsi nei club di Londra e, dopo un paio di EP e singoli, hanno pubblicato il loro primo album omonimo nel 2009.
L'ex-Moulette Ted Dwane, ora di Mumford & Sons, è tornato nel 2011 per collaborare al secondo album The Bear's Revenge.
Dopo essere stati costantemente in tour, è nel 2014 che pubblicano il loro terzo e migliore lavoro “Constellation” con una nuova casa discografica, album che segna un evidente salto evolutivo della loro carriera, coinvolgendo molti artisti di spessore e dai background più vari, quali Arthur Brown (God of Hellfire), Herbie Flowers (Lou Reed, David Bowie, War of The Worlds), Blaine Harrison (Mystery Jets), The Unthanks ed Emma Richardson (Band of Skulls), Faye Houston, il produttore Mike Dennis (Dface) e vari altri musicisti della scena di Brighton.
Nel 2016, con l'ingresso nel gruppo della chitarrista e cantante Raevennan Husbandes, il gruppo si arricchisce di nuove sonorità e soluzioni, pubblicando l'album "Praeternatural", dove alcune sonorità rendono evidenti connessioni e omaggi a grandi artisti prog del passato. L'album ha ricevuto diverse recensioni positive.
In seguito la cantante e polistrumentista Ruth Skipper lascia il gruppo per intraprendere esclusivamente la carriera di medico.
Il gruppo è stato in tour fino al 2018 con la formazione a quattro attuale, arricchita di volta in volta da contributi e guest quali Herbie Flowers, Arthur Brown, Emma Richardson, Blaine Harrison, The Unthanks, Emma Gatrill, Marcus Hamblett, Dan Smith, Anja McClosky, Faye Houston, Campbell Austin, Laura Hockenhull, Matt Gest, Anisa Arslanagic, Mikey Simmonds, Nick Cave, Bjorn Dahlberg, Fredrik Kinbom, Laura Impallomeni e Bruce Stephens.
Dal 2018 il gruppo si è messo al lavoro su un nuovo album, salvo intraprendere un tour australiano nel 2019.

## Formazione
- Hannah Miller (voce, chitarra e violoncello)
- Ollie Austin (percussioni, chitarra, piano e voce)
- Raevennan Husbandes (voce, chitarra, tastiere)
- Jim Mortimore (contrabbasso, basso, chitarra e voce)

## Discografia

### LP
- Moulettes (2009)
- The Bear's Revenge (2011)
- Constellation (2014)
- Praeternaural (2016)

### EP
- Horses For Hearses
- Sing Unto Me
- Uca's Dance